# Daunorubicyna
Daunorubicyna (łac. Daunorubicinum) – antybiotyk z grupy antracyklin, otrzymywanych z gatunku Streptomyces peucetius vel cesius. Posiada działanie cytostatyczne. Jest związkiem macierzystym dla innych antybiotyków antracyklinowych. Powoduje śmierć komórki poprzez utworzenie trwałego, niemożliwego do rozplecenia kompleksu z helisą DNA.

## Zastosowanie
- leczenie indukujące ostrych białaczek.

## Działania niepożądane
- zahamowanie czynności szpiku,
- nudności i wymioty (o zwykle silnym przebiegu)[4],
- uszkodzenie mięśnia sercowego,
- różowe zabarwienie moczu,
- zmiany skórne,
- wyłysienie.

Daunorubicyna ze względu na dużą kardiotoksyczność jest obecnie wykorzystywana jedynie w leczeniu ostrych białaczek. O wiele szersze zastosowanie mają mniej kardiotoksyczne doksorubicyna i epirubicyna.

## Drogi podania i dawkowanie
Daunorubicynę podaje się dożylnie we wlewie kroplowym.